# Walker (Minnesota)
Walker es una ciudad ubicada en el condado de Cass en el estado estadounidense de Minnesota. En el Censo de 2010 tenía una población de 941 habitantes y una densidad poblacional de 146,86 personas por km².

## Geografía
Walker se encuentra ubicada en las coordenadas 47°5′19″N 94°34′54″O / 47.08861, -94.58167. Según la Oficina del Censo de los Estados Unidos, Walker tiene una superficie total de 6.41 km², de la cual 6.41 km² corresponden a tierra firme y (0.04%) 0 km² es agua.

## Demografía
Según el censo de 2010, había 941 personas residiendo en Walker. La densidad de población era de 146,86 hab./km². De los 941 habitantes, Walker estaba compuesto por el 87.99% blancos, el 0% eran afroamericanos, el 7.23% eran amerindios, el 1.06% eran asiáticos, el 0% eran isleños del Pacífico, el 0.53% eran de otras razas y el 3.19% pertenecían a dos o más razas. Del total de la población el 1.28% eran hispanos o latinos de cualquier raza.